# Aleiodes granulatus
Aleiodes granulatus – gatunek błonkówki z rodziny męczelkowatych.

## Zasięg występowania
Gatunek ten występuje we wschodniej części Kanady i USA, od Nowego Brunszwiku i Karoliny Północnej na wsch. po Wisconsin i Ohio na zachodzie.

## Budowa ciała
Osiąga 4,5 – 5 mm długości. Przedplecze długie – jego średnia długość jest większa niż odległość między bocznym przyoczkiem a okiem. Tegity na metasomie, od 1 do 4, z podłużnymi grzebieniami. Czułki składają się z 45 – 50 segmentów.
Głowa, przedplecze i śródplecze czarne. Mezosoma czasami całkiem czarna, mezopleuron i pozatułów czasami pomarańczowe. Wierzchołek pierwszego segmentu metasomy pomarańczowy, czarny bądź czarny u podstawy pomarańczowy na grzbiecie, drugi i trzeci segment pomarańczowy, reszta czarna. Czułki i aparat gębowy żółte. Nogi pomarańczowe z wyjątkiem górnej strony końcowej części uda tylnej pary odnóży, która prawie zawsze jest czarna, goleń czasem również jest czarna.

## Biologia i ekologia
Żywiciele tego gatunku nie są znani.